# Orimarga (Orimarga) aequivena
Orimarga (Orimarga) aequivena is een tweevleugelige uit de familie steltmuggen (Limoniidae). De soort komt voor in het Palearctisch gebied.